# Eugoa bipuncta
Eugoa bipuncta är en fjärilsart som beskrevs av Franciscus J.M. Heylaerts 1891. Eugoa bipuncta ingår i släktet Eugoa och familjen björnspinnare. Inga underarter finns listade i Catalogue of Life.